# Višnjan
Višnjan (italiano: Visignano) é uma vila e um município na região de Ístria, Croácia. O município abriga um observatório astronômico de mesmo nome (Observatório Višnjan) e é residência para cursos internacionais de verão em Astronomia, Arqueologia, Biologia Marinha e outras disciplinas.
Sua área territorial situa-se entre 200 e 300 metros de altitude, enquanto que sua sede, situada a doze quilômetros a leste de Poreč e a três quilômetros a oeste da rodovia que liga as localidades de Pula e Koper, localiza-se a uma altitude de 244 metros acima do nível do mar.

## Demografia, história e economia
De acordo com o senso realizado em 2001, Višnjan tem 2187 habitantes, sendo que 625 moram na sede do município. 71,7% são croatas, 9,1% italianos e 6.2% declararam-se istrianos. Sua população vem diminuindo nas últimas décadas devido à migração para as regiões costeiras da Ístria.
Os primeiros vestígios de habitação são datados do segundo milênio AEC. Agulhas e brincos de cobre dessa época, além de vestígios da presença céltica foram encontrados em sítios arqueológicos próximos à colina de Montemez e à vila de Strpačići, a um quilômetro da sede do município. A vila de Dilian, a alguns quilômetros a oeste da sede, vem sendo habitada desde os tempos pré-históricos e contém uma igreja medieval do século XI.
Višnjan foi primeiramente documentada no ano 1003 e era fortificada por um muro que contornava a cidade até o século XVIII. Fazia parte do município de Motovun até a sua emancipação em 1847, embora tenha sido incorporado ao município de Poreč exatos cem anos mais tarde. Em 1976, foi montado um observatório astronômico (Observatório de Višnjan) e o municipio tornou-se referência em Astronomia na antia Iugoslávia. Em 1993, Višnjan tornou-se novamente um município.
O município depende da agricultura, principalmente da cultura de oliveiras, da viticultura e da criação de bovinos (principalmente da criação da subespécie endêmica Boškarin). Além disso, a economia local é movimentada por trabalhadores que utilizam Višnjan como cidade-dormitório e que trabalham na costa istriana.

## Cidades e vilas em Višnjan
| - Anžići - Bačva - Barburdi - Bart - Barići - Baškoti - Benčani - Bokići - Broskvari - Bucalovići - Butori - Cerion - Cvitani - Deklion - Diklići | - Fabci - Farini - Gambetići - Jugovci - Kočići - Kolombera - Korlevići - Košutići - Kurjavići - Legovići - Majkusi - Mališi - Markovac - Milanezi - Prašćari | - Prhati - Pršurići - Radoši - Radovani - Rafael - Rapavel - Sinožići - Starići - Strpačići - Štuti - Tičan - Trpari - Vrhljani - Zoričići - Ženodraga - Žikovići - Žužići |